# UglyDolls
UglyDolls är en animerad musikalkomedifilm från 2019, i regi av Kelly Asbury, med manus skrivet av Alison Peck.
Filmen hade biopremiär i Sverige den 10 maj 2019, utgiven av SF Studios.

## Rollista (i urval)
| Roll      | Engelsk röst     | Svensk röst        |
| --------- | ---------------- | ------------------ |
| Moxy      | Kelly Clarkson   | Wiktoria Johansson |
| Lou       | Nick Jonas       | David Lindgren     |
| Wage      | Wanda Sykes      | Kayode Shekoni     |
| Babo      | Gabriel Iglesias | Tom Ljungqvist     |
| Lucky Bat | Wang Leehom      | Andreas Weise      |
| Ox        | Blake Shelton    | Patrik Forslund    |
| Uglydog   | Pitbull          | Henrik Blomqvist   |
| Mandy     | Janelle Monáe    | Sabina Ddumba      |
| Tuesday   | Bebe Rexha       | Tess Merkel        |
| Kitty     | Charli XCX       | Lina Hedlund       |
| Lydia     | Lizzo            | Hanna Hedlund      |
| Kilhuvud  | Emma Roberts     | Filippa Steen      |
| Peggy     | Ice-T            | Messiah Hallberg   |
| Nolan     | Enrique Santos   |                    |